# برايان كابرال
برايان كابرال (بالإنجليزية: Brian Cabral)‏ هو لاعب كرة قدم أمريكية أمريكي، ولد في 23 يونيو 1956 في Fort Benning ‏ في الولايات المتحدة.

## وصلات خارجية
- برايان كابرال على موقع مرجع كرة القدم المحترفة.كوم (الإنجليزية)